# 限時同居侯八天
《限時同居侯八天》（英語：8 Days Limited），2020年臺灣網路偶像劇，Vidol第五部自製網路威劇。由李博翔、梁以辰領銜主演，4月17日起每週五晚間9:30於Youtube頻道女孩要幹嘛、Vidol、三立新聞網同步播出，接檔戲劇為《愛不愛栗絲》。

## 播出時間
| 頻道              | 所在地   | 播出日期      | 播出時間   |
| ----------------- | -------- | ------------- | ---------- |
| Vidol             | 中華民國 | 2020年4月17日 | 週五 21:30 |
| 三立新聞網        | 中華民國 | 2020年4月17日 | 週五 21:30 |
| Youtube女孩要幹嘛 | 中華民國 | 2020年4月17日 | 週五 21:30 |

## 劇情大綱
侯霸天（侯八天）28 歲，是宿舍擁有以及管理者，身高未滿 170，外表呆萌可愛，是讓人想疼愛的可愛男孩。被稱為侯八天，是因為他身上帶有一個8天的魔咒！暗戀8天被打槍、工作8天被辭退、戀愛8天就被分手…. 等等。所以他要求租客們，最多只能租8天，與其我被消失，不如我消失你們！然而他竟遇到一個不能煮湯的女人孟波女（波兒姐），標準的天使面孔、 魔鬼身材。看起來霸氣外漏的波兒，真實個性其實並不是如此，她因流落街頭而必須用家務活去跟侯霸天換取住宿？！兩人在相處之下了解了對方，一起解決各種房客面臨的各種問題，在這樣的過程中一段女高男矮的戀情貌似就要萌芽了....

## 演員列表

### 主要演員
| 演員   | 角色   | 介紹 | 登場集數 |
| 李博翔 | 侯霸天 | 「看似可愛，實則霸氣」 個小志氣高的反差萌代表。宿舍擁有以及管理者，孟波女之男友 身高未滿 170，外表呆萌可愛，是個男人看了想保護、女人看了想疼愛的可愛男孩。朋友戲稱他為侯八天，是因為他擁有八天魔咒，暗戀最多八天被打槍、工作最多八天被辭退，戀愛最多八天被分手、出現最多八天被消失，所以他要求租客們最多只能租八天！ | 全劇     |
| 梁以辰 | 孟波女 | 「看似時尚女強人，實則膽小如鼠」忘了辦理拋棄繼承，房子遭法拍，不得不用家務換取住宿的倒楣女子，侯霸天之女友 身高 170，以及強大的氣勢讓眾人尊稱她為一聲波兒姐！時尚的外表與姣好的身材讓她在人群中永遠是最閃亮的一顆星！擁有著天使面孔、魔鬼身材的她，總是讓男人自卑的不敢追求、讓女人忌妒的瘋狂造謠！                  | 全劇     |

### 其他演員
| 演員   | 角色   | 介紹 | 登場集數 |
| 蔡浿梨 | 陳芸京 | 只想約炮的現代香妃。「遠觀樸素，近看浪蕩，實則自卑」之不斷散發香味的女子，平時與人保持距離，到了夜晚卻忍不住使用交友軟體排解寂寞。                                                               | 2-4      |
| 勵政達 | 李子寒 | 神秘的天才算命師。眉宇中間的一顆黑痣，被他稱之為第三隻眼！雖然大家都不當一回事，但充滿神秘又高深莫測的憂鬱美男氣息。外加自創的人類累世的算命方式，聽起來有如滿嘴幹話，可信程度有待確認。         | 2-4，12  |
| 宋偉恩 | 灰孤狼 | 擁有灰姑娘與狼人雙重性格的大學生。平時溫柔體貼、輕聲細語，殊不知擁有凌晨十二點的禁忌，只要時間一到，不管身在何處都會狂奔不止…                                                                    | 5-7      |
| 呂維真 | 夏妮   | 喜愛cosplay的高中翹家女。黑色系的穿著與髮型妝感、打扮永遠是cosplay日本動漫的模樣！但內心是個極度沒有安全感的小孩。                                                                               | 5-7      |
| 葉芸希 | 小寒   | Youtuber助理。外型嬌小可愛、有如D槽裡清純可人的女學生一般，由於太過崇拜祐誠的才華，所以無條件配合他的各種荒誕行徑。                                                                              | 8-10     |
| 章哲銘 | 楊祐誠 | 夢想寫出驚悚曠世巨作的年輕Youtuber。擁有藝術家性格、怪異的舉動以及不修邊幅的外型，常常為了劇情的合理性、自編自導自演一場又一場的鬧劇，還拖著不知情的身邊人跟著配合演出。                         | 8-10     |
| 游書庭 | 周俊彥 | 手臂背上充滿刺青的台客自戀男。刺青的面積說明了他在堂中的地位與輩分！愛熱鬧講義氣，你敬我十分我回你兩分，手上名錶戒指不可少、口袋一掏出來就是滿滿一疊千元鈔，江湖口音更是有一種讓女人傾心的魅力！ | 11-12    |

### 客串演出
| 演員   | 角色       | 介紹                                                   | 登場集數 |
| 李彥慧 | 前女友     | 侯霸天交往八天的前女友。外表艷麗，卻比侯霸天還要Man。  | 1        |
| 盧昱佑 | 搶匪       | 搶奪孟波兒皮包的搶匪。                                 | 1        |
| Sam    | 流氓       | 和侯霸天跟女友在路上遇到的流氓。                       | 1        |
| 丁詩容 | 小吃攤客人 | 大叔小吃攤情侶客人。                                   | 1        |
| 石守正 | 小吃攤客人 | 大叔小吃攤情侶客人，因為喝了孟波兒煮的湯出現失憶狀態。 | 1        |
| 吳允芊 | 小吃攤客人 | 大叔小吃攤客人。                                       | 1        |
| 陳婉萁 | 小吃攤客人 | 大叔小吃攤客人。                                       | 1        |
| 李語舒 | 舒舒       | 直播主。                                               | 11       |

### 特別演出
| 演員   | 角色   | 介紹                                                         | 登場集數 |
| 陳彥佐 | 主管   | 侯霸天的前上司。公司事務什麼的隨便啦，先罵下屬再說。         | 1        |
| 陳彥佐 | 小天   | 侯霸天的好友。帥氣高富帥，上廁所時會習慣呻吟。               | 1        |
| 陳彥佐 | 妞妞   | 侯霸天的好友。高中年輕女生，女孩子隨身攜帶梳子也是合情合理。 | 1        |
| 陳彥佐 | 阿嬤   | 侯霸天的阿嬤。花媽造型的阿嬤，常誤認自己是林青霞。           | 1        |
| 陳彥佐 | 阿公   | 侯霸天的阿公。雖然上了年紀，但維持健身的好習慣，愛把妹。     | 1        |
| 陳彥佐 | 老闆   | 大叔讚小吃老闆，孟波女的老闆。                               | 1        |
| 盧栗莉 | 盧栗莉 | 楊祐誠和小寒在街上遇到的歌手                                 | 8        |

## 歌曲
| 曲別   | 歌名       | 演唱者         | 作詞           | 作曲                             |
| 片頭曲 | Limelights | G5SH、盧栗莉   | M.A.T.H        | M.A.T.H                          |
| 片尾曲 | 暴風圈     | 盧栗莉、潘俊佳 | M.A.T.H/潘俊佳 | Ryosuke Sakai/TE/Franchi Richard |

## 播出日期、主題
| 集數 | 播放日期      | 每集主題                                     |
| ---- | ------------- | -------------------------------------------- |
| 預告 | 2020年4月10日 | 《強盜新郎》故事前導預告                     |
| 1    | 2020年4月17日 | 自己的女傭，要領養代替購買！                 |
| 2    | 2020年4月24日 | 一見面就襲胸！交友軟體上找到的新房客，登場！ |
| 3    | 2020年5月1日  | 房東房客搞在一起！吃醋的女傭盛怒反擊！       |
| 4    | 2020年5月8日  | 女傭身世大白！破解八天魔咒的人竟然是…？！    |
| 預告 | 2020年5月15日 | 《灰姑狼》故事前導預告                       |
| 5    | 2020年5月22日 | 波兒春心蕩漾！灰孤狼會是八天的情敵嗎？       |
| 6    | 2020年5月29日 | 一言不合就吵架？兩個女人的戰爭！             |
| 7    | 2020年6月5日  | 瘋狂搞曖昧？大人談戀愛都不乾不脆的！         |
| 預告 | 2020年6月12日 | 《放羊的孩子》故事前導預告                   |
| 8    | 2020年6月19日 | 討厭鬼登門！不擇手段玩弄大家的感情！         |
| 9    | 2020年6月26日 | 身為房東的霸氣！告白到妳答應為止！           |
| 10   | 2020年7月3日  | 我們分手吧！說了謊就要付出代價！             |
| 預告 | 2020年7月10日 | 《白雪公主》故事前導預告                     |
| 11   | 2020年7月17日 | 外出遭流氓糾纏？我的女人，就由我自己來守護！ |
| 12   | 2020年7月24日 | 愛情保衛戰！西方毒蘋果 VS 東方孟婆湯！       |

## 大事記

### 2020年
- 2月5日，《限時同居侯八天》開鏡、讀本會 [1][2]
- 2月5日，宣傳照拍攝
- 2月12日，第一系列《強盜新郎》開拍
- 3月8日，第二系列《灰姑狼》開拍
- 3月23日，主視覺露出
- 3月27日，官方網站上線  [3]
- 4月6日，【型男大主廚】節目宣傳  [4]
- 4月10日，【綜口味娛樂-天蠍女神】節目宣傳  [5]
- 4月13日，第三系列《放羊的孩子》開拍
- 4月16日，《限時同居侯八天》舉辦首映記者會  [6][7]
- 4月17日，安安大明星 入厝派對 [8]
- 4月17日，Vidol 首播
- 5月11日，【歡樂智多星】節目宣傳 [9]
- 5月13日，【全民星攻略】節目宣傳 [10]
- 5月17日，【完全娛樂】節目宣傳
- 5月18日，第四系列《白雪公主》開拍
- 5月20日，【國光幫幫忙】節目宣傳
- 5月21日，全劇殺青 [11]
- 5月22日，【安安大明星】節目宣傳 (第二系列《灰姑狼》宋偉恩、呂維真)[12]
- 5月22日，【星光好選喆】節目宣傳 [13][14]
- 7月8日，【安安大明星】節目宣傳 (第三系列《放羊的孩子》+第四系列《壞皇后》李博翔、梁以辰、葉芸希、章哲銘、游書庭)[15]
- 7月12日，Vidol【不思議童話粉絲見面會】 [16][17][18]

## 外部連結
- 官方网站 - Vidol
- 官方网站 - 三立
- Vidol影音《限時同居侯八天》追劇線上看 （页面存档备份，存于）
- 女孩要幹嘛Facebook粉專 （页面存档备份，存于）
- 女孩要幹嘛Instagram粉專 （页面存档备份，存于）
- 女孩要幹嘛Youtube頻道 （页面存档备份，存于）

| 臺灣 Vidol原創微劇 | 臺灣 Vidol原創微劇                              | 臺灣 Vidol原創微劇 |
| ------------------ | ----------------------------------------------- | ------------------ |
|                    | 限時同居侯八天 （2020年4月10日－2020年7月24日） |                    |
| 家教哥哥來我家     | 愛不愛栗絲 （2020年12月16日－2021年3月3日）     |                    |